# 白銀のカル Cal&Toara
『白銀のカル Cal&Toara』（しろがねのカル カル・アンド・トアラ）は、竹内なおゆき：作・駒都えーじ：画の小説作品。『コンプティーク』（角川書店）2007年1月号から8月号まで連載された。
工画堂スタジオ・くまさんちーむのコンピュータゲーム「蒼い海のトリスティア」「蒼い空のネオスフィア」と共通の世界観を有するDeep-Blueシリーズの一作品。

## ストーリー
大陸統一戦争が古代パシアテ文明の超科学技術・Eテクノロジーの再興に成功したフルクラム帝国の覇権確立により終結してから15年、皇帝の即位から20年を記念する式典が帝都で開かれることになり、世界各国から来賓が帝国の用意した豪華客船に迎えられて集結しようとしていた。
そのうちの一隻・クイーンズマター号に乗る辺境の小国・ラボアキン王国の王弟・トアラは式典への出席と帝国ジュニアアカデミーへの入学と言う使命に燃えていたが、港への停泊を目前に船は反帝国を標榜する武装勢力に乗っ取られてしまう。乗客たちが騒然とする中、白銀の髪の少女──古代パシアテ文明保存管理局・通称「ライブラリ」の代行者を名乗るカル・ルスランが現れた。ゴーレムを操る武装勢力の攻撃にカルは全く動じること無く、白銀の装甲に身を包んだゴーレムを呼び出して武装勢力を鎮圧する。
数日後、トアラは入学手続きのために帝国ジュニアアカデミーを訪れるが、そこにはアカデミーの制服を着たカルの姿があった。

## 登場キャラクター
Deep-Blueシリーズの登場人物を参照。

## 書誌情報
2008年3月29日にエンターブレイン・ファミ通文庫より発売。ISBN 978-4-7577-4079-2